# Solomon Marcus
Solomon Marcus (n. 1 martie 1925, Bacău, România – d. 17 martie 2016, București, România) a fost un matematician român de etnie evreiască, membru titular (2001) al Academiei Române. Deși domeniul principal al cercetărilor sale a fost analiza matematică, matematica și lingvistica computațională, a publicat numeroase cărți și articole pe diferite subiecte culturale, din poetică, lingvistică, semiotică, filosofie, istoria științei și a educației.

## Biografie
Solomon Marcus s-a născut la data de 1 martie 1925 în orașul Bacău. Părinții săi, Sima (născută Herșcovici) și Alter Gherșin Marcus, au fost croitori. De mic, a fost nevoit să învețe să conviețuiască - în afară de război - cu restricții de gândire și de exprimare și antisemitismul diferitelor dictaturi. De la vârsta de 16-17 ani, a început să ofere meditații elevilor mai mici pentru a contribui la întreținerea familiei. Deși trece examenul de capacitate, datorită legilor rasiale, urmează ultimii patru ani ai liceului la o școală particulară evreiască constituită ad-hoc pentru elevii eliminați din școlile oficiale. La examenul de bacalaureat reușește primul din cei 156 de concurenți.  
După absolvirea studiilor liceale în orașul natal, a urmat începând cu toamna anului 1944 cursurile Facultății de Matematică din cadrul Universității București. În perioada studenției a continuat meditațiile: „Erau ani de sărăcie și trebuia să mă întrețin. Eram mereu înfometat! Până la vârsta de 20 de ani, eu n-am avut niciodată hainele mele. Le purtam pe cele rămase de la frații mei mai mari.” În 1950 absolvă facultatea de matematică cu diplomă de merit. 
După acest eveniment se dedică învățământului universitar, parcurgând, rând pe rând toate treptele didactice, asistent (din 1950, un an la Politehnica bucureșteană, pe lângă profesorul Nicolae Ciorănescu, dar și la facultatea pe care a absolvit-o, la cursurile profesorului Miron Nicolescu), lector (din 1955), conferențiar (din 1964), ajungând în final, în anul 1966, profesor universitar la Facultatea de Matematică din cadrul Universității București. În anul 1991 a devenit profesor emerit. Deși avea dreptul de a susține doctoratul a fost respins pe motivul „dosarului părinților” - deși la acea dată ambii aveau deja peste 60 de ani și, în fapt, lucra doar tatăl, mama fiind casnică, pentru a putea crește cei șase copii în viață din cei opt născuți. Mai târziu, beneficiind de intervenția marilor săi profesori, a obținut titlurile științifice de doctor în matematică în anul 1956 cu subiectul "Funcții monotone de două variabile" și doctor docent în specialitatea analiză matematică în 1968 sub îndrumarea academicianului Miron Nicolescu.
Împreună cu colegul său de generație la 1962, Nicolae Dinculeanu este coautor la manualul universitar de analiză matematică, scris alături de profesorul lor, Miron Nicolescu, autorul unui cunoscut tratat de analiză matematică. După 1960 se va dedica din ce în ce mai mult lingvisticii matematice și științelor conexe, publicând mai puțin în domeniul care l-a consacrat, dar rămânând informat la zi, conducând teze de licență și de doctorat  sau fiind doar referent, în ambele domenii. În lingvistica matematică a beneficiat la început de sprijinul a doi eminenți academicieni, Alexandru Rosetti, lingvist, cel mai de seamă editor român interbelic și Grigore C. Moisil, matematician de mare suprafață, prin înființarea Comisiei de cibernetică a Academiei, ca și unei comisii de lingvistică matematică la aceeași instituție și prin editarea unei publicații de mare circulație internațională, Cahiers de linguistique theorique et appliquee. La începutul deceniului al șaptelea al secolului al XX-lea va participa activ la Cercul de lingvistică de la Facultatea de filologie a Universității din București și împreună cu profesorii Edmond Nicolau și Sorin Stati editează o Introducere în lingvistica matematică, printre puținele lucrări de acest gen din acele timpuri. Având sprijinul celor doi academicieni arătați mai sus ca și a lui Miron Nicolescu și Tudor Vianu, a predat simultan atât la Facultatea de matematică, cât și la cea de filologie, lingvistica matematică, începând cu anul 1961, alături de filologul Emanuel Vasiliu. Paralel este și cercetător la Institutul de matematică al Academiei, până la desființarea acestuia în 1975,  Pe timpul comunismului va publica parte din cărțile sale în serial în Viața studențească, săptămânal care apărea sub egida Uniunii Tineretului Comunist, mai puțin vizată de cenzură și era calea prin care comentariile sale asupra științei, dar nu numai, puteau ajunge la publicul cel mai receptiv, format din  studenți și din intelectualii interesați de aducerea la zi a cunoștințelor într-o epocă din ce în ce mai închisă față de exterior.  Va publica lucrări de istorie a matematicii, prin medalioane dedicate foștilor săi profesori sau unora din figurile de seamă ale cercetării matematice autohtone. Mari matematicieni ai secolului trecut precum Dimitrie Pompeiu, Traian Lalescu, Alexandru Froda, Grigore C. Moisil, Miron Nicolescu au beneficiat de competența profesorului Marcus, cărora le-a editat și îngrijit opera științifică. Dintre profesorii săi, a fost apropiat de Miron Nicolescu, Grigore C. Moisil, Gheorghe Vrănceanu, Octav Onicescu, Dan Barbilian, Simion Stoilow.   
Domeniile de activitate în care s-a manifestat au fost conform propriei mărturisiri: 1) Analiza matematică, teoria măsurii, topologia. 2) Informatica teoretică (Theoretical Computer Science). 3) Lingvistica matematică și gramatici dependente de context. 4) Teoria literaturii și poetică. 5) Semiotică. 6) Antropologie culturală. 7) Istoria și filosofia științei. 8) Biologie. La toate acestea se adaugă preocuparea sa constantă și declarată pentru educație, pe toate etapele vieții ființei umane. 
Profesorul Solomon Marcus este autor a numeroase studii interdisciplinare, de cărți ce privesc utilizarea matematicii în lingvistică, în analiza teatrală, în științele naturale și sociale, etc. Cărțile sale au fost traduse în multe țări ale lumii, existând versiuni în limbile franceză, engleză, rusă, germană, spaniolă, italiană, cehă, maghiară, sârbă, greacă. A publicat peste 50 de volume în România și care au fost traduse în mai multe limbi din Europa și nu numai, și aproximativ 400 de articole în reviste științifice sau de specialitate. Opera sa a fost citată de peste 1.000 de autori. Din 1993, devine membru corespondent al Academiei Române, iar din anul 2001 devine membru titular al Academiei Române. A fost conducător de doctorat la 24 de absolvenți, unii din ei la rândul lor conducând doctorate. A facilitat foștilor studenți sau colaboratorilor săi publicarea în reviste academice a acelor rezultate care merită să fie cunoscute prin valoarea și noutatea soluțiilor lor, astfel că mulți dintre ei au debutat pe când erau studenți.  
Pe parcursul vieții sale a fost membru în conducerea a numeroase reviste de specialitate din străinătate din domeniul matematicii, informaticii, lingvisticii matematice, teoriei literaturii, ș.a. La academie a fost membru în Comitetul editorial al "Procedings of the Romanian Academy:A", în colectivul editorial al Editurii Academiei Române și în Consiliul editorial al revistei Academica.  A fost  profesor invitat la universități de prestigiu pentru a ține cursuri sau numai conferințe, numărul universităților depășind cifra de 100. La congrese de semiotică sau de lingvistică matematică a condus secțiuni și a fost raportor de ședință la peste 100 de întâlniri internaționale. Vreme de 10 ani a fost vicepreședinte al Asociației Internaționale de Semiotică (1989-1999). I-au  acordat titlul de doctor Honoris Causa universitățile din Bacău, Constanța, Timișoara, Craiova și  Petroșani. 
După 1989 renunță la obligațiile universitare de la Facultatea de matematică-informatică a Universității din București, după 42 de ani desfășurați acolo, conducând  în continuare doctorate,  și precum unul din mentorii săi, Grigore C. Moisil, va fi prezent la manifestări din cele mai diverse ale preocupărilor sale în universități, școli, manifestări academice, prezențe la radio și televiziune, tabere școlare, varii conferințe, etc, militând pentru schimbarea învățământului românesc, prin trecerea de la forma pasivă, de memorare la una activă, în care elevul sau studentul să își pună și să pună întrebări, militând pentru adaptarea programelor și manualelor școlare la timpurile noastre.  
Este prezent în marile enciclopedii ca autoritate în lingvistica matematică, existând gramatici contextuale care îi poartă numele (Marcus Contextual Grammars). A colaborat cu foarte mulți matematicieni români și străini în studiile publicate, având o lucrare elaborată cu cunoscutul matematician maghiar Paul Erdös, fiind singurul dintre români care a colaborat cu acesta (are numărul Erdös egal cu 1).   
O bibliografie a operei sale este disponibilă la adresa www.imar.ro/~smarcus și alta la http://funinf.cs.unibuc.ro/~marcus Arhivat în 22 mai 2010, la Wayback Machine..    
Intervențiile sale scrise sau orale sunt preluate în volume de editura Spandugino, în seriile Răni deschise, respectiv Nevoia de oameni, tipărite în condiții grafice deosebite pe hârtie tip biblie culoare ivoire de 50 de g/mp.    
A fost fratele lui Marius Mircu și al lui Marcel Marcian, primul din ei fiind un prolific jurnalist și romancier, membru din ilegalitate al partidului comunist, necontaminându-și fratele mai mic cu doctrina acestuia, de a cărei structură falimentară s-a convins nu foarte târziu. Printre multe sale lucrări, menționăm romanul Croitorul din Back, cu date biografice care privesc familia sa și orașul Bacău, precum și volume de reportaje care privesc progromurile din Bucovina și Moldova pe timpul ultimei conflagrații mondiale. 
A fost căsătorit cu profesoara universitară de la Facultatea de Litere Paula Diaconescu. 
A fost membru al elitistului și influentului Club de la Roma și a participat la lucrările Federației Mondiale pentru Studiul Viitorului.  
Înainte de 1989 a primit doar premiile Academiei pentru cărțile sale, iar după acea dată, a primit mai multe premii, a fost declarat cetățean de onoare (preponderent acestea evenimente au venit din Moldova) și a fost încununat cu titlul de Doctor Honoris Causa la unele universități autohtone (vezi paragrafele Onoruri și Premii literare și științifice), din care doar una singură provine din topul universităților din țară.  Majestatea sa Regele Mihai I  i-a conferit  nou creatul ordin  Nihil Sine Deo.
Din anul 2014 se desfășoară la Bacău două concursuri care îi poartă numele. unul interdisciplinar (de literatură și de matematică) și altul de literatură română.  
Solomon Marcus a murit joi, 17 martie 2016, la Spitalul Fundeni din București. A fost înmormântat cu onoruri militare la Cimitirul evreiesc Filantropia din București în data de 20 martie 2016.

## Volume individuale / co-autor
- Analiză matematică. vol.I. Ed. Didactică și Pedagogică București, ed. I. 1962, 735 p., 2nd Edition 1963. 3rd edition 1966, 768 p., 4th edition 1971, 785 p., 5th Edition 1980, 790 p. (în colab. cu Miron Nicolescu și Nicolae Dinculeanu).
- Lingvistica matematică. Modele matematice în lingvistică. Ed. Didactică și Pedagogică. București, 1963, 220 p.
- Gramatici și automate finite. Ed. Academiei, București 1964, 256 p.
- Lingvistica matematică (a doua ediție, revizuită și completată cu patru capitole noi). Ed Didactică și Pedagogică, București, 1966, 254p
- Introducere în lingvistica matematică. Ed Științifică, București, 1966, 336 p (în colaborare cu Edmond Nicolau și Sorin Stati)
- Notiuni de analiza matematică. Originea, evoluția și semnificația lor. Ed. Știintifică, București, 1967, 237 p.
- Limbaj, logică, filozofie. Ed. Știintifică, București,1968, 261 p (în colaborare cu Al. Boboc, Gh Enescu, C. Popa și S. Stati).
- Analiză matematică, vol.II, Ed. Didactică și Pedagogică, București 1st ed 1966; 2nd ed 1971; 3rd ed. 1980; 414 p. (în colab. cu Miron Nicolescu și N. Dinculeanu)
- Poetica matematică. Ed. Academiei, București, 1970, 400 p.
- Din gândirea matematică românească. Ed. Științifică și Enciclopedică, București, 1975, 224 p.
- Semiotica folclorului. Abordare lingvistico-matematică. Ed. Academiei, București. 1975. 268 p.(co-autor)
- Metode distribuționale algebrice în lingvistică. Ed. Academiei, București, 1977, 256 p. (co-autor).
- Semne despre semne. Ed. Stiințifică și Enciclopedică, București, 1979, 112 p.
- Metode matematice în problematica dezvoltării. Ed. Academiei, București, 1982, 198 p. (co-autor  Mircea Malita)
- Gândirea algoritmică. Ed. Tehnică, București, 1982, 131 p.
- Semiotica matematică a artelor vizuale. Ed. Științifică și Enciclopedică, București, 1982, 410 p. (coordonator și co-autor)
- Simion Stoilow. Ed. Științifică și Enciclopedică, București, 1983, 315 p. (în colab. cu Cabiria Andreian Cazacu)
- Paradoxul. Ed. Albatros, București, 1984, 183 p.
- Timpul. Ed. Albatros, București, 1985, 386 p.
- Arta și știința. Ed. Eminescu, București, 1986, 332 p.
- Analiza matematică. vol. II Univ. București, 1986, 477 p. (co-autor)
- Șocul matematicii. Ed. Albatros, București, 1987, 366 p.
- Moduri de gândire. Colecția "Știința pentru toți", Ed. Științifică și Enciclopedică, București, 1987, 110 p.
- Provocarea științei. Seria "Idei contemporane", Ed. Politică, București, 1988, 470 p.
- Invenție și descoperire. Ed. Cartea Românească, 1989, 296 p.
- Analiză matematică. Materiale pentru perfecționarea profesorilor de liceu III. Universitatea din București, Facultatea de Matematică, București, 1989, 319 p.(co-autor)
- Dicționar de Analiză Matematică. Editura Științifică și Enciclopedică București, 1989 (co-autor).
- Controverse în știință și inginerie. Ed. Tehnică, București, 1991, 248 p.
- Jocul ca libertate. Editura Scripta, 2003, 288 p.
- Intâlnirea Extremelor. Scriitori  în Orizontul Științei. Editura Paralela 45, 2005, 308 p.
- Educația în spectacol. Editura Spandugino, 2011, 176 p.
- Răni deschise, Editura Spandugino, București, 2012[13] : vol. I - (2011, 1249 p.); vol. 2 - Cultura sub dictatura (2012, 1084 p.); vol. 3 - Depun marturie (2013, 608 p.); vol. 4 - Dezmeticindu-ne (2015, 1028 p.); vol. 5 - Focul si oglinda (2015, 709 p.); vol. 6
- Limba romana - intre infern si paradis. Editura Spandugino, 2015, 80 p.
- Zece nevoi umane. Editura Spandugino, 2015, 137 p.
- Singuratatea matematicianului. Editura Spandugino, 2015, 89 p.
- Nevoia de oameni, volumul 1. Editura Spandugino, 2015, 914 p.
- Paradigme universale. Ediție integrală, Editura Paralela 45, Pitești, 2016[14],  1104 p.

### Articole în limba engleză
- Mathematics and Poetry: Discrepancies within Similarities, Bridges: Mathematical Connections in Art, Music, and Science (1998)
- Reading Numbers as a Metaphor of the Universe, Bridges: Mathematical Connections in Art, Music, and Science (1999)
- The Art-Science Marriage, From Quarrel to Understanding, Bridges: Mathematical Connections in Art, Music, and Science (1999)
- The Theater of Mathematics and the Mathematics of the Theater, Bridges: Mathematical Connections in Art, Music, and Science (1999)

## Varia (coordonator, prefațator, traducător)
- Dimitrie Pompeiu, Opera matematică. Editura Academiei, București, 1959 (editor și studiu introductiv).
- W. Ross-Ashby, Introducere în cibernetică. București, Editura Tehnică, 1971 (traducător)
- Honolulu - de W Somerset Maugham. București, Editura Univers, Colecția Globus, 1974, 295 p. (traducător)
- Semiotica folclorului. Abordare lingvistico-matematică. Editura Academiei, București, 1975. (editor și studiu introductiv).
- Metode distributionale-algebrice în lingvistică. Editura Academiei, București, 1977 (editor și studiu introductiv).
- La semiotique formelle du folklore. Approche linguistico-mathematique. Ed.Klincksieck, Paris - Editura Academiei, București, 1978 (editor și studiu introductiv).
- Contextual Ambiguities in Natural and in Artificial Languages, vol.1, Communication and Cognition, Ghent, Belgium, 1981 (prefațator și coordonator).
- Metode matematice în problematica dezvoltării. Editura Academiei, București, 1982 (editor și studiu introductiv).
- Semiotica matematică a artelor vizuale. Editura științifică și enciclopedică, București, 1982 (editor și studiu introductiv).
- Proceedings of the Symposium on Algebraic Linguistics held 10-12 February 1970, Smolenice. Publishing House, Slovak Academy of Science, Bratislava, 1973 (in colaborare cu Jan Horecky si Laszlo Kalmar).
- Poetics and Mathematics. Special issue of the journal POETICS, Mouton,The Hague, no.10, 1974 (editor și coordonator).
- The formal study of drama. Special issue of the journal POETICS, North Holland, Amsterdam, vol.6, no.3/4, 1977 (editor).
- Theorie et pratique de la reception. Special issue of the journal "Degres", Brussels, 1981 (în colaborare cu I.Coteanu, P.Miclău și R.Munteanu).
- Semiotique roumaine. Tipografia Universității din București, 1981(în colaborare cu P.Miclău).
- Contextual Ambiguities in Natural and in Artificial Languages, vol.II, "Communication and Cognition", Ghent, Belgium, 1983 (prefatator si coordonator).
- The Formal Study of Drama, II. Special issue of the journal POETICS, Amsterdam, vol.13, no.1/2, 1984 (editor si coordonator).
- Semnificație și comunicare în lumea contemporană. Editura Politică, București, 1985 (prefațator și antologator).
- Modele matematice si semiotice ale dezvoltarii sociale. Editura Academiei, București, 1986 (prefațator și coordonator).
- Gr.C.Moisil, Opera matematică, vol.1, Editura Academiei, București, 1976 (editor și studiu introductiv).
- Gr.C.Moisil, Opera matematică, vol.II, Editura Academiei, București, 1980  (editor și studiu introductiv).
- Miron Nicolescu, Opera matematică. Funcții poliarmonice. Editura Academiei, București, 1980 (editor și studiu introductiv).
- Gr.C.Moisil, Opera matematică, vol.III, Editura Academiei, București, 1992 (editor și studiu introductiv).
- Miron Nicolescu, Opera matematică. Ecuatii eliptice si parabolice. Editura Academiei, București, 1992 (editor și studiu introductiv).
- Alexandru Froda, Opera matematică, vol.1. Editura Academiei Române, București, 2003 (editor si studiu introductiv).
- Alexandru Froda, Opera matematică, vol.II. Editura Academiei Române, București, 2004 (editor și prefațator).
- In colaborare cu Afrodita Iorgulescu, Sergiu Rudeanu, Dragoș Vaida: Moisil's Centennial. Fifty years of Computer Science in Romania. Publishing House of the Romanian Academy, Bucharest, 2007.
- Inapoi la argument (audiobook) - cu Horia-Roman Patapievici. București, Editura Humanitas Multimedia. Durata totală: 0:50:29
- Intâlniri cu Solomon Marcus (2 vol.) - volum omagial. Editura Spandugino, 2010, 1848 p.

## Ediții în limbi străine
- Introduction mathematique a la linguistique structurelle. Dunod, Paris, 1967, XII + 282 p.
- Algebraic Linguistics; Analytical Models. Academic Press, New York, 1967, XIV + 254 p.
- Algebraicke modely jazyka. Ed. Academia, Prague, 1969, 289 p.
- Teoretiko-mnozestvennye modeli jazykov. Ed. Nauka, Moscova, 1970, 332 p. (translation of the first five chapters of the book 10 and of the last chapter of the book 9).
- Introduzione alla linguistica matematica. Casa editrice Riccardo Patron, Bologna, 1970, 448 p. (in collab. with E. Nicolau and S. Stati).
- Mathematische Poetik. Ed. Academiei, București-Athenaum Verlag, Frankfurt am Main, 1973, 437 p.
- Matematicka Poetika. Ed. Nolit, Belgrad, 1974, 337 p.
- Matematicka analyza ctena podruhe. Ed. Academia, Prague, 1976, 234 p.
- A nyelvi szépség matematikája. Ed. Gondolat, Budapesta, 1977, 400 p.
- La semiotique formelle du folklore. Approche linguistico-mathematique. Ed. Klincksieck, Paris - Ed. Academiei, București, 1978, 309 p.
- Introduccion en la linguistica matematica. Ed. Teide. Barcelona, 1978, 386 p. (revised and completed Spanish translation of the book 5).
- Contextual ambiguities in natural & artificial languages. Vol. 1, Ed. Communication and Cognition, Ghent, Belgium, 1981, 138 p.
- Snmeia gia ta snmeia. Ed. Pneumatikos, Atena, 1981, 119 p.
- To Paradocso. Ed. Pneumatikos, Atena, 1986, 126 p.
- Language, Logic, Cognition and Communication; A Semiotic, Computational and Historical Approach. Report 9/96. Grup de Recerca en Linguistica Matematica i Enginyeria del Llenguatge. Reports Universitat Rovira i Virgili, Tarragona, Spain, 1996, 184 p.
- Mathematics in Romania. Baia Mare, CUB Press 22, 2004, 84 p.
- Words and languages everywhere, Polimetrica, International Scientific Publisher, 2007, 542 p.

## Premii literare și științifice
- Premiul "Timotei Cipariu" al Academiei Române (1964).
- Premiul "Gh. Lazăr" al Academiei Române (1967).
- Marele Premiu al Academiei Orient-Occident, Curtea de Argeș, 2003.
- Premiul revistei Cuvântul pe anul 2007 pentru eseu și critică literară.
- Marele Premiu "George Bacovia" acordat la Gala Premiilor Ateneu, Bacău, 2011.
- Diploma de excelență și Premiul  Centrului de cultură "George Apostu", Bacău, 2011.
- Premiul de Excelență pentru întreaga activitate decernat la Gala "Comunicații mobile", ediția a IX-a, 2012.
- Premiul special la Gala "Oamenii Timpului", Iași, 2015.
- Laureat la capitolul Cariere "pentru că este cel mai iubit dintre academicieni", la Gala revistei Foreign Policy, București, 2016.
- Premiu al Fundației Templeton (USA).

## Onoruri
- Membru al Clubului de la Roma.
- A fost decorat de Majestatea sa Regele Mihai I cu decorația Nihil Sine Deo (2011).
- În 2000, i s-a conferit Ordinul Național Serviciul Credincios in grad de  Comandor,
- În 2011, Ordinul Național Serviciul Credincios in grad de Mare Ofițer.
- În 2015, Ordinul național „Steaua României” în grad de Cavaler.
- Academicianul Solomon Marcus a fost înmormântat cu onoruri militare[15].
- Cetățean de onoare al municipiilor Iași, Botoșani, Bacău.
- Doctor Honoris Causa al Universității din Craiova (1999), al Universității  "Vasile Alecsandri" din Bacău (2003), al Universității  din Petroșani (2003), al Universității "Ovidius" din Constanța (2005), al Universității de vest Timișoara (2009), al Universității "Apollonia" din Iași (2013), al Universității "Agora" din Oradea (2015).

### Interviuri
- Matematica și arta: în căutarea numitorului comun. Interviu cu Solomon Marcus, Raluca Alexandrescu, Observator cultural - numărul 23, august 2000
- Interviu cu Profesorul Solomon Marcus, 2005
- "De la studenții mei am învățat nu mai puțin decât de la profesorii mei" Arhivat în 31 martie 2016, la Wayback Machine., Simona Vasilache, România literară, 22/09/2006 - 29/09/2006
- "De la studenții mei am învățat nu mai puțin decât de la profesorii mei" (II) Arhivat în 31 martie 2016, la Wayback Machine., Simona Vasilache, România literară, 29/09/2006 - 06/10/2006
- "Matematica, la fel de inefabila ca poezia, Corina Rujan, Revista Orizont, 19 septembrie 2008
- „Suntem victime ale unui sistem educațional bolnav“, Razvan Braileanu, Revista 22, 03 august 2010
- Cultura bate criza. „Avem nevoie de spectacol ca de aer“, Carmen Mușat, Observator cultural - numărul 554, decembrie 2010
- "Viața este un spectacol pe care nu mă satur să-l contemplu"[nefuncțională]
,  Andreea Tudorica, 2 mai 2011, Jurnalul Național
- Solomon Marcus, matematician: „Am trăit în două universuri: al poeziei și al războiului“,  Roxana Lupu, 7 octombrie 2011, Adevărul
- "Eu n-am avut dreptul să-mi bat joc de viața mea!",  Oana Olariu, 2 noiembrie 2011, Opinia studențească
- De vorbă cu un mare savant - Solomon Marcus - "Pașaportul meu spre universalitate a fost matematica”, Dia Radu, Formula AS - anul 2012, numărul 1029
- „Actuala reglementare a moștenirii culturale este cu totul nedreaptă”, Marian Draghici, 1-2 2012, Viața românească
- „Nu ma joc cu cuvintele”, Marian Draghici, 3-4/2012, Viata românească
- Spectacolul Marcus (I), Marian Draghici, 3-4/2012, Viața românească
- Spectacolul Marcus (II), Marian Draghici, 5-6/2012, Viața românească
- „Fiți flămânzi, fiți nebunatici! Nu lăsați ca alții să vă trăiască viața!”, Adevărul, 17 decembrie 2012
- Laureatul Nobel Luc Montagnier răspunde întrebărilor lui Solomon Marcus, Marian Draghici, Viața românească, Nr. 1-2/2013
- „Jocul cel mare” și joaca surprinzător creatoare Arhivat în 3 aprilie 2016, la Wayback Machine., Cătălin Mamali, România literară, 19/07/2013 - 25/07/2013
- „Îl ascultam pe Enescu la repetiții, la Ateneul”, Adevărul, 10 septembrie 2013
- "Rădăcina răului în criza locurilor de muncă se află în sistemul educațional", 8 octombrie 2013, Simona Popescu, Evenimentul zilei
- Internetul: ce este, ce ar putea și ce ar trebui să fie: o discuție între Daniel Dăianu și Solomon Marcus Arhivat în 3 aprilie 2016, la Wayback Machine., România literară, 31/10/2014 - 06/11/2014
- „România are, dintre toate țările Europei, cel mai mare număr de doctori la milionul de locuitori“ Arhivat în 9 aprilie 2016, la Wayback Machine.,  Alexandru Căutiș, 30 aprilie 2014,Kamikaze
- „Uneori am votat nu cu cel mai bun, ci cu cel mai puțin rău. Asta e situația în România”, 13 octombrie 2014, Andreea Ofiteru, Gândul
- „Pentru tot răul din societate, atunci când stai să îl analizezi și să mergi la rădăcină, ajungi la păcate ale educației”,  Bogdan Neculau, 1 martie 2015
- „Cea mai mare greșeală pe care poate să o facă un bărbat este să creadă că a înțeles pe deplin femeia și să înceteze s-o mai caute”, 8 martie 2015, Andreea Ofiteru, Gândul
- Interview with Solomon Marcus: Turkish language has mystery to a wide extent, 14 mai 2015
- Interviu Solomon Marcus, academician: „Până la 20 de ani, am purtat numai hainele fraților mei”, Adevărul, 26 septembrie 2015
- “Sunt purtatorul de cuvantul al celui fara cuvant: elevul”, Blog Istodor, 2 decembrie 2015
- „Marele pariu al vieții este să nu lăsăm timpul să vină peste noi”, Cristian Pătrășconiu, 5 ianuarie 2016, Lapunkt

### Rubrici culturale
- Contributors
- Dilema Veche Arhivat în 2 aprilie 2016, la Wayback Machine.
- Liternet
- România literară Arhivat în 3 aprilie 2016, la Wayback Machine.
- Observatorul cultural
- Tribuna Învățământului
- Convorbiri literare
- [nefuncțională – arhivă]
 [nefuncțională – arhivă]
 [nefuncțională – arhivă]
 [nefuncțională – arhivă]
 [nefuncțională – arhivă]
 [nefuncțională – arhivă]
 [nefuncțională – arhivă]
 Idei in dialog
- Revista Limba Română

### Video
- In memoriam Solomon Marcus Arhivat în 25 martie 2016, la Wayback Machine.
- Copilăria lui Solomon
- Interviu cu Solomon Marcus
- Profesioniștii
- Garantat 100%
- Emisiune tv
- Interviu cu profesorul Solomon Marcus despre starea actuală a plictiselii și distracției
- „Este o alianță în rău între manuale și profesori. Elevii, de îndată ce trec pragul școlii, intră într-o stare de încordare”
- „Cuvântul-cheie în școala românească este agresiunea. Fiecare pagină de manual îl agresează pe copil”
- Profesorul de 90 de ani, cu suflet tânăr
- Cele 10 nevoi omenești povestite de Solomon Marcus

### Ecouri
- Miron Nicolescu (Preface to the book): "Autorul lucrarii [...] este un matematician de un deosebit prestigiu, cunoscut tuturor specialiștilor din centrele știintifice de la noi și din afară, dublat de un lingvist situat la frontiera dintre matematică și lingvistică. [...] Spirit critic, înzestrat cu o mare putere de analiză, dar și de sinteză, profesorul S.M. a fost condus in mod natural la întocmirea lucrării de mai sus, care constituie o adevarată operă de cercetare. [...] Lectura lucrării lui S.M. a constituit pentru mine o înaltă desfătare, grație stilului său cald, direct, simplu, stil de adevărat povestitor, care știe să conducă cititorul chiar pe drumurile mai dificile ale unor dezvoltări cu caracter tehnic [...]. Prin cartea sa, prima de acest gen scrisă în țara noastră, prof.S.M. aduce un insign serviciu științei și culturii românești"

(Din gândirea matematică românească", Editura științifică și enciclopedică, București, 1975)
- Alexandru Ivasiuc (Eseuri, România literară, 25 XII 1975, p.5): "Din gândirea matematică românească" nu este o lucrare de istorie a severei discipline în țara noastră, nu este o expunere de biografii și nici o listă de cărți și articole de specialitate. Ea este opera unui moralist și, de când există lumea moraliștilor, s-au etalat tristețile prin portrete [...]. Profesorul Solomon Marcus îi prezintă pe toți aceștia în portrete memorabile, ca oameni  vii sau ca purtători de operă. Spațiul nu-mi permite să citez admirabilele pagini dedicate aparițiilor lui Dan Barbilian la catedră și pasiunii sale care pretindea și unui om venit în sală ca să se încălzească să știe ce este un grup"

- Mircea Mihăieș (Viața studențească anul 30, nr.20 (1148), 20 mai 1987, p.8): "S.M. reprezintă la noi un avatar târziu al enciclopedismului. Cărțile sale, sinteze pe teme date (Paradoxul, Timpul) ori pe teme împerechiate (Modele algebrice ale limbii, Matematica frumuseții limbii, Poetica matematică [...]) sunt, în felul lor, secvențe dintr-un imaginabil, în acest secol, one man show. [...] Viziunea totalizantă, asupra unui subiect, dar și asupra lumii, conceperea cărții ca loc geometric al celor mai de neînchipuit tendințe ale spiritului devin, în acest caz, aproape o obligație profesională. S.M. face din ea chiar ceva mai mult: o artă care urmează a-și găsi știința. Și, cine știe, conștiința de sine"

‎